# St. Johns (Michigan)
St. Johns – miasto w Stanach Zjednoczonych, stanie Michigan, siedziba hrabstwa Clinton.